# Graz
Graz (in sloveno Gradec, in ungherese Grác) è il capoluogo del Land della Stiria in Austria. È la seconda città austriaca per numero di abitanti, al censimento 2019 erano 328 276, di cui 265 778 come prima residenza. È sede di 6 università con circa 60 000 studenti. Il centro cittadino è uno dei meglio conservati dell'Europa centrale e grazie a ciò nel 1999 Graz venne aggiunta all'elenco dei patrimoni dell'umanità dell'UNESCO. È stata anche capitale europea della cultura nel 2003.

## Geografia fisica
La città è situata sul fiume Mura, nell'Austria sud-orientale. Dista approssimativamente 2 ore da Vienna in macchina o 2 ore e mezza in treno. Graz è la capitale e la città più grande della Stiria, una regione verde e ricca di foreste. La città è circondata da basse colline su 3 lati, rendendola particolarmente predisposta alla formazione di nebbie.

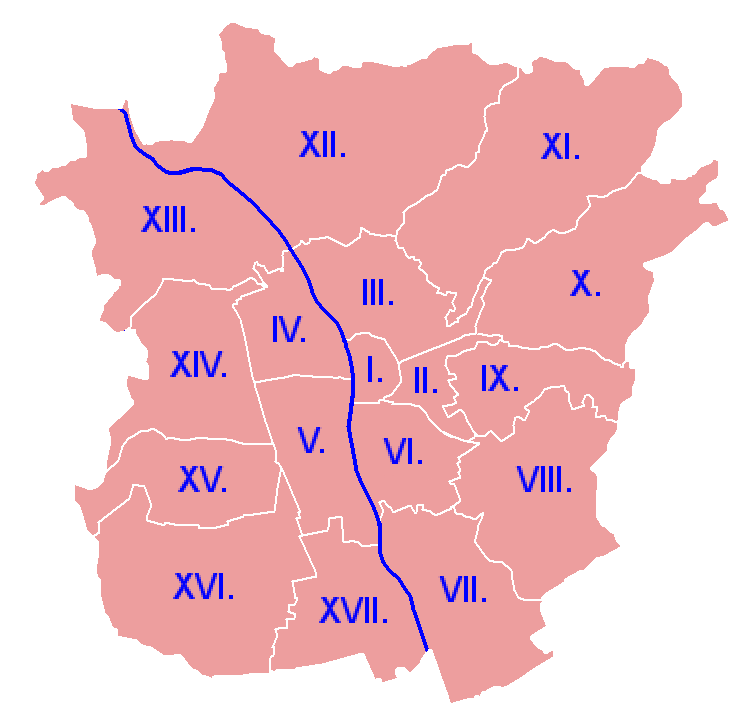

### Distretti di Graz
Il territorio di Graz dal punto di vista amministrativo è suddiviso nei seguenti distretti:
- I. Innere Stadt
- II. St. Leonhard
- III. Geidorf
- IV. Lend
- V. Gries
- VI. Jakomini
- VII. Liebenau
- VIII. St. Peter
- IX. Waltendorf
- X. Ries
- XI. Mariatrost
- XII. Andritz
- XIII. Gösting
- XIV. Eggenberg
- XV. Wetzelsdorf
- XVI. Straßgang
- XVII. Puntigam

## Storia

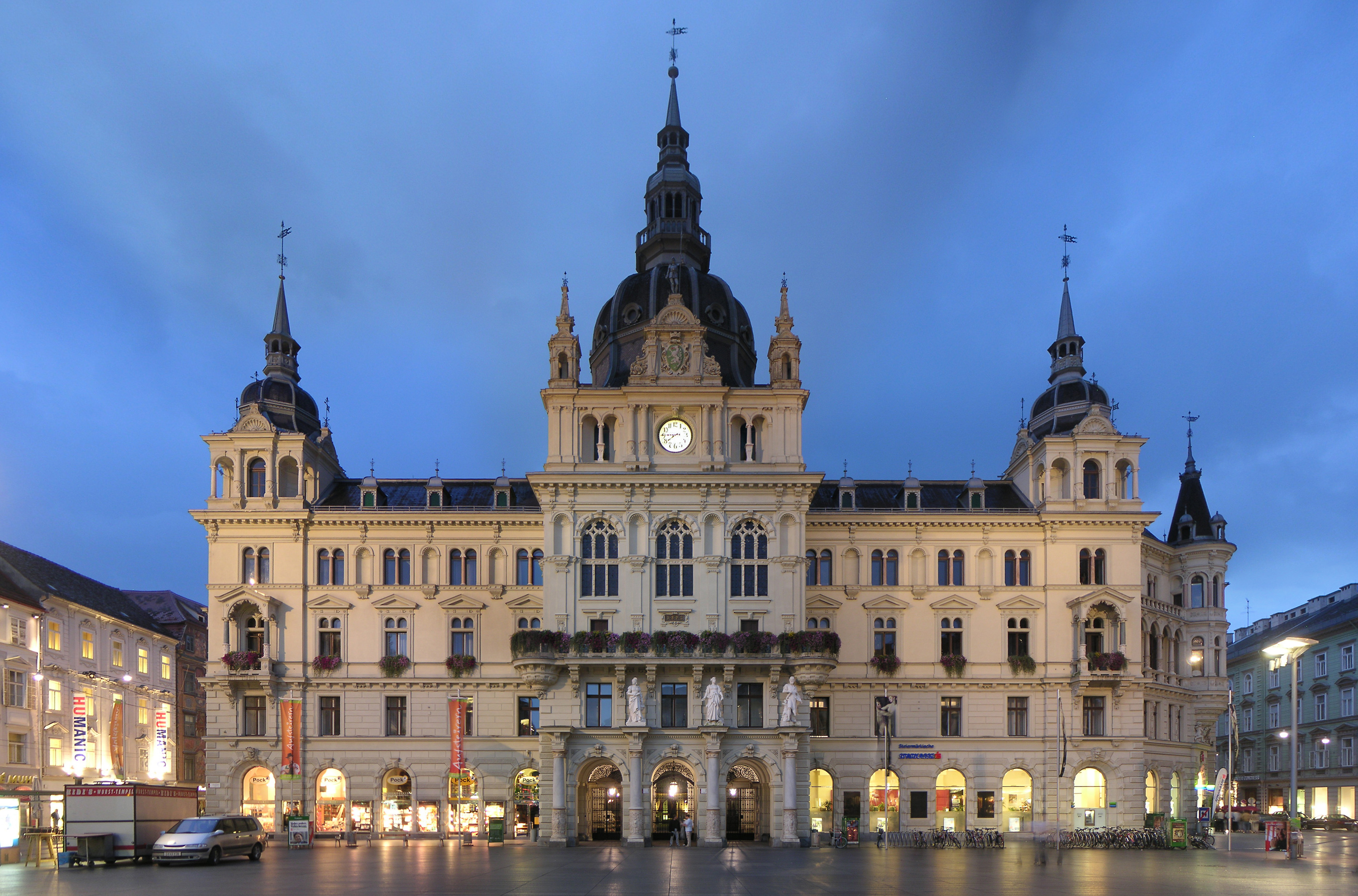
Il municipio (Rathaus) al tramonto

Graz originariamente era un Forte Romano. Più tardi gli Sloveni costruirono in questo luogo un piccolo castello, chiamato gradec, ovvero "piccolo castello", che col tempo divenne un luogo pesantemente fortificato. Il nome tedesco Graz venne usato per la prima volta nel 1128, quando i duchi di Babenberg trasformarono la città in un importante centro mercantile. Più tardi Graz divenne parte dei domini degli Asburgo e nel 1281 ottenne speciali privilegi da parte di Rodolfo I.
Agli inizi del XV secolo Graz divenne la città di residenza per il ramo più giovane della famiglia Asburgo, che succedette al trono nel 1619 con l'imperatore Ferdinando II, che spostò la capitale a Vienna. La famiglia regnante viveva nel castello di Schlossberg e da lì dominava sulla Stiria, sulla Carinzia e su parti delle odierne Italia e Slovenia (Carniola, Gorizia e Gradisca d'Isonzo).
Nel XVI secolo l'architettura cittadina venne ridisegnata da artisti e architetti italiani rinascimentali. Uno dei più famosi edifici costruiti in questo stile è il Landhaus, realizzato da Domenico dell'Allio, e venne usato come centro di potere governativo dai regnanti dell'epoca.
L'università Karl-Franzens, più famosa come Università di Graz, è la più antica università cittadina, fondata nel 1585 dall'arciduca Carlo II d'Austria. Fino a che rimase aperta, venne quasi sempre controllata dalla Chiesa cattolica; venne chiusa nel 1782 da Giuseppe II nel tentativo di ottenere il controllo statale sulle istituzioni educative. Giuseppe II trasformò l'università in un liceo dove venivano istruiti gli impiegati statali e il personale medico. Nel 1827 le fu riassegnata l'originale funzione di università dall'imperatore Francesco I d'Austria e per questo venne chiamata "università Karl-Franzens". Attualmente vi studiano più di 30.000 studenti.
L'arciduca Carlo II bruciò 20.000 libri dei protestanti nella piazza in cui ora si trova un ospedale psichiatrico. L'arciduca Francesco Ferdinando nacque a Graz, nell'edificio che oggi ospita il museo cittadino ("Stadtmuseum").
Nikola Tesla studiò ingegneria elettronica al politecnico di Graz nel 1875. Il premio Nobel Otto Loewi insegnò all'università di Graz dal 1909 al 1938, e Keplero fu professore di matematica dal 1594 al 1599. Erwin Schrödinger fu per breve tempo rettore nel 1936.
Nel corso dei secoli Graz venne spesso attaccata, anche se la sua posizione strategica nella valle del fiume Mur ne permise una facile difesa: ci provarono per esempio gli ungheresi guidati da Mattia Corvino nel 1481 e gli Ottomani nel 1529 e nel 1532. Oltre al Riegersburg, lo Schlossberg fu l'unica fortificazione di questa regione a non essere mai caduta nelle mani dei Turchi Ottomani. A Graz è conservata, fin dal 1551, la più grande collezione di armi storiche del mondo, con oltre 30.000 pezzi.
Alla fine del XVI secolo vennero aggiunte nuove fortificazioni allo Schlossberg. Nel 1797 l'esercito di Napoleone occupò la città. Nel 1809 Graz dovette fronteggiare un altro attacco da parte dell'esercito francese, durante il quale la città si difese vittoriosamente pur se dovette fronteggiare un'evidente inferiorità numerica, 900 contro 3.000. Dopo 8 attacchi consecutivi la fortezza dello Schlossberg non era ancora stata espugnata, ma la caduta di Vienna provocò l'ordine di resa da parte dell'imperatore Francesco II. Dopo la sconfitta austriaca nella battaglia di Wagram del 1809 le fortificazioni dello Schlossberg, considerata la più formidabile fortezza mai costruita, vennero distrutte a colpi di esplosivo, come stabilito dalla pace di Schönbrunn in quello stesso anno. La torre dell'orologio e il campanile, spesso usati come simbolo della città, vennero risparmiati dopo che la popolazione pagò un riscatto alla Francia.
Nel 1938, l'anno in cui l'Austria venne annessa dalla Germania nazista, Adolf Hitler venne ricevuto in città con tutti gli onori. La fiorente comunità ebraica venne spazzata via e la sinagoga bruciata. Dopo la guerra una piccola comunità ebraica ritornò a Graz nonostante tutto. Nel 2000, il giorno dell'anniversario della notte dei cristalli, come segno di riconciliazione il comune di Graz offrì alla comunità ebraica una nuova sinagoga.
Hitler aveva promesso alla popolazione di Graz 1.000 anni di prosperità e la fine della disoccupazione di massa; dopo soli 7 anni la città si arrese all'avanzata delle truppe sovietiche, che risparmiarono Graz dalla distruzione totale. Circa il 16% degli edifici era stato distrutto dai bombardamenti degli Alleati, anche se fortunosamente la città vecchia non venne seriamente danneggiata.
Dal 1968 nei mesi di settembre e ottobre, a Graz si svolge un importante festival di teatro, arti visive, cinema, letteratura, danza, musica, architettura, arti performative, nuovi media e critica, che si chiama Steirischer Herbst (Autunno Stiriano).
Il 10 giugno 2025 la città fu teatro di un gravissimo fatto di sangue: 10 studenti di una scuola superiore furono uccisi da un ex alunno della stessa e 30 rimasero feriti (massacro di Graz).

## Monumenti e luoghi d'interesse

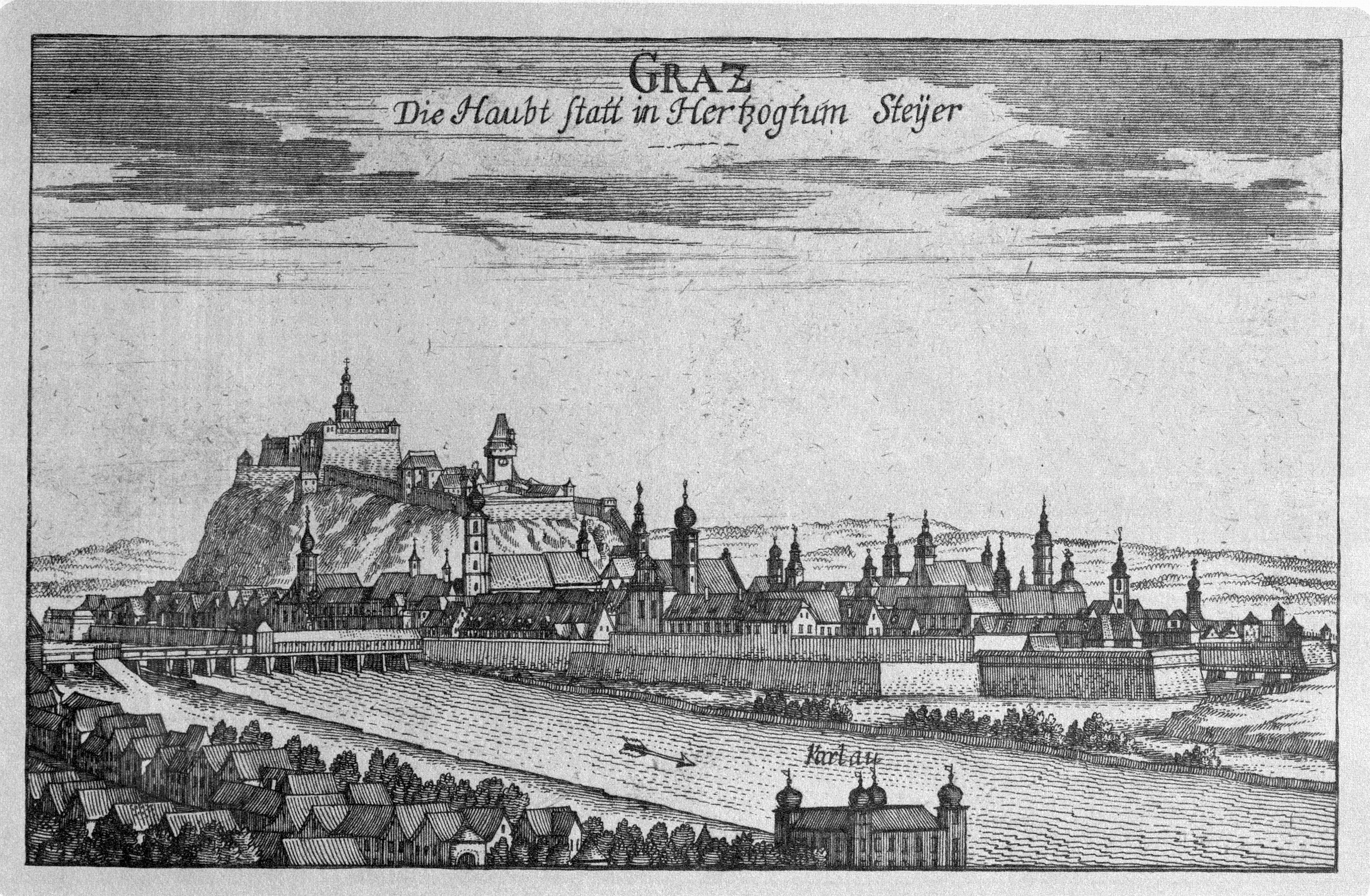
Graz, Georg Matthäus Vischer (1670)

Negli ultimi anni a Graz sono stati costruiti numerosi edifici moderni, i più famosi dei quali sono il museo d'arte moderna (Kunsthaus) di Peter Cook e Colin Fournier, un museo costruito sulla riva del fiume Mur e la Murinsel, cioè l'isola sul Mur, un'isola fatta d'acciaio costruita in mezzo al fiume. Essa venne progettata dall'architetto italo-americano Vito Acconci e comprende un teatro all’aperto e un playground. I luoghi migliori per una vista dall'alto della città sono Ruine Gösting, rovine di un castello sulla cima di una collina nella parte nord-occidentale di Graz, e Plabutsch, vicino allo Schloss Eggenberg.

### La città vecchia

#### Edifici civili

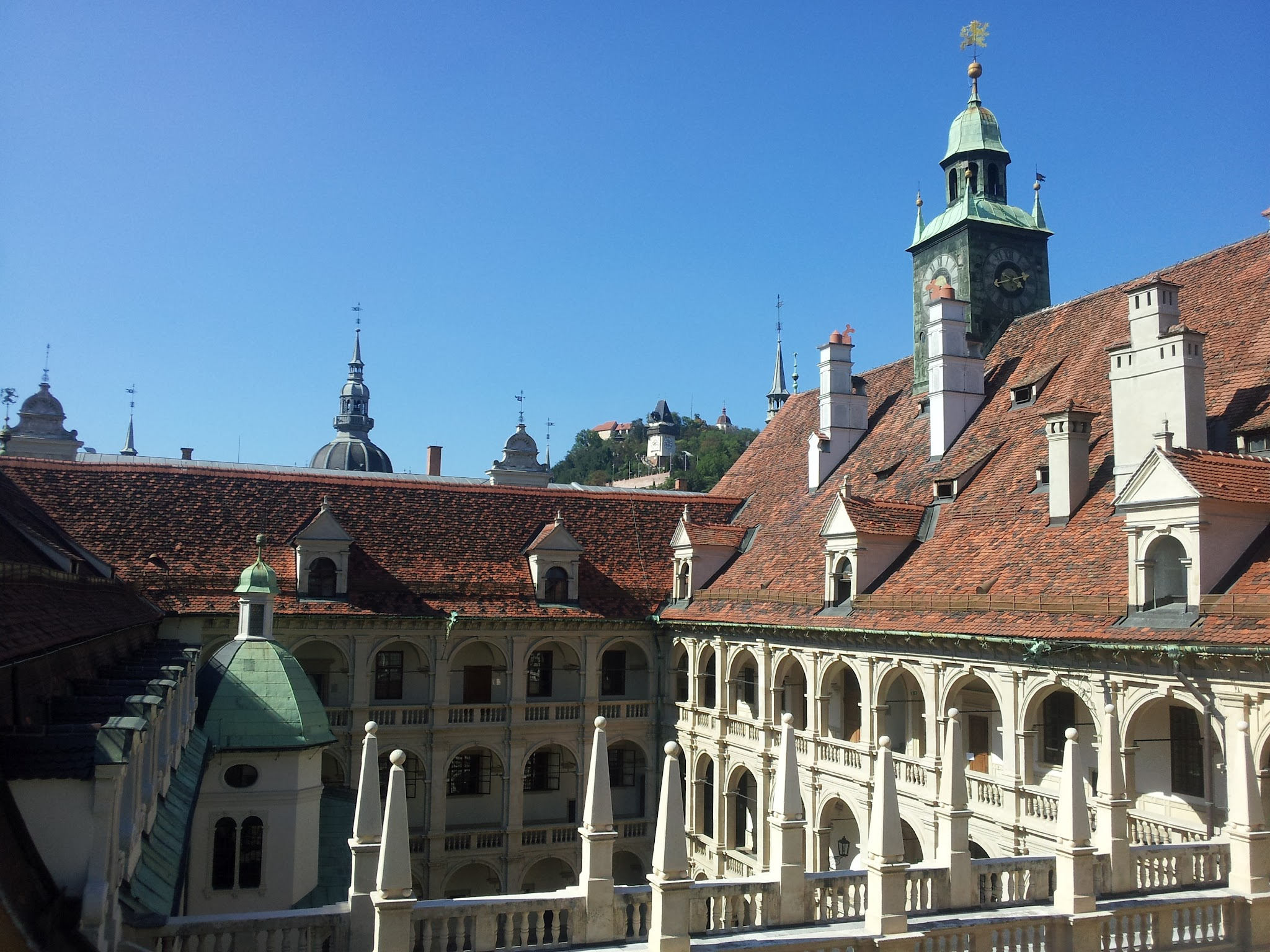
il Landhaus

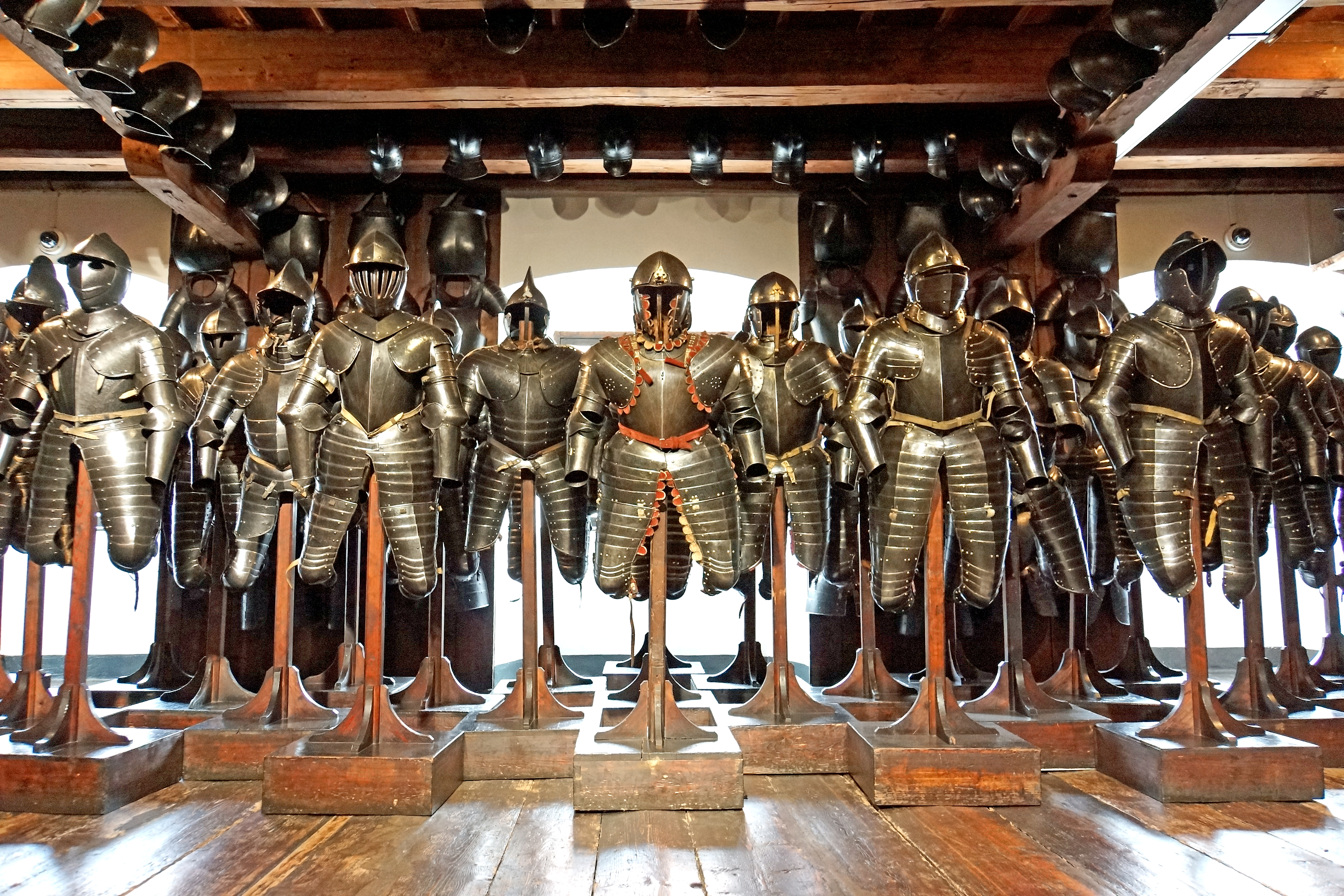
Landeszeughaus

- Grazer Schloßberg, la collina situata nel centro della città sulla quale più di mille anni fa fu edificato il piccolo castello (gradec in lingua slava) che diede il nome alla città ed in seguito fu costruita la fortezza che caratterizzò per secoli il centro abitato e fu demolito in larga parte nell'Ottocento per volere di Napoleone.
- Uhrturm la "Torre dell'orologio", situata sulla collina dello Schlossberg, è considerata il simbolo di Graz ed è possibile vederla da ogni parte del centro; la costruzione della torre risale al 1560, mentre il meccanismo dell'orologio indica l'ora esatta dal 1712.
- Landhaus, l'antico Palazzo della Dieta regionale, rappresenta il più importante monumento rinascimentale dell'Austria. Venne eretto a partire dal 1500 e terminato verso il 1585 su progetto di Domenico dell'Allio. Conserva all'interno un cortile a tre ordini di portici e logge. È la sede del parlamento regionale.
- Landeszeughaus, l'antico Arsenale, del XVII secolo, ospita l'armeria, la più grande del mondo nel suo campo. , Archiviato il 22 novembre 2006 in Internet Archive..
- Rathaus, il municipio neorinascimentale.
- Burg, un castello con una doppia scalinata gotica.
- Gemaltes Haus, la Casa dipinta, in Herrengasse.
- Palazzo Attems.

#### Edifici religiosi

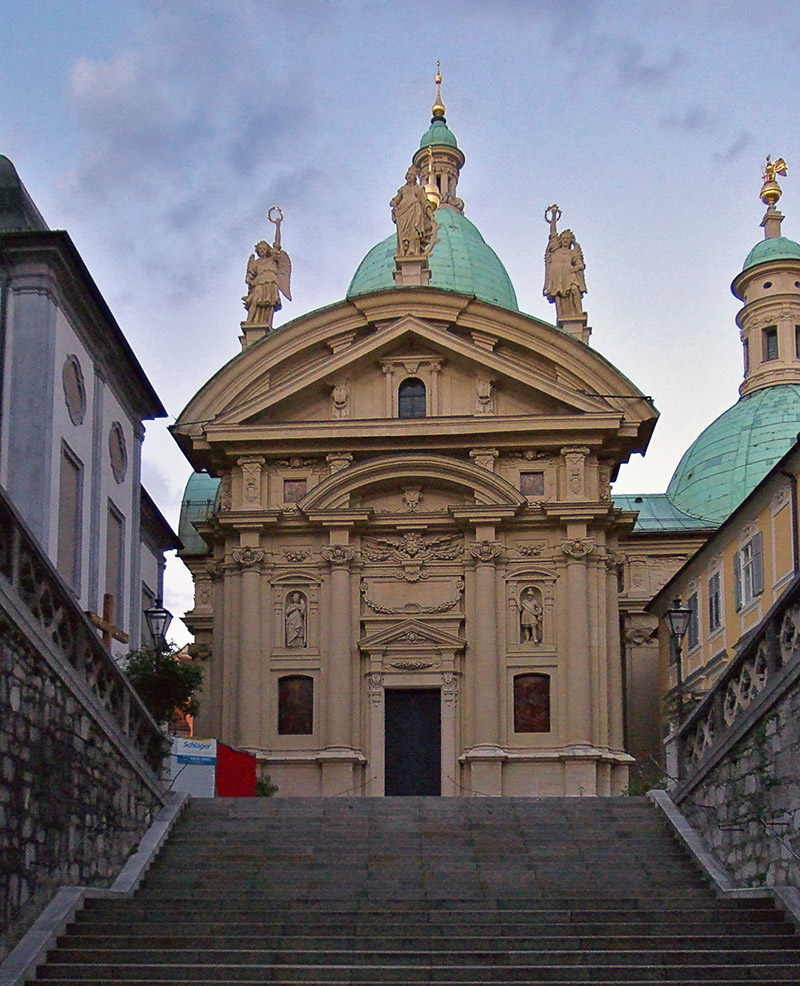
Il Mausoleo

- Dom, la cattedrale di Graz è un massiccio edificio tardo-gotico dedicato a Sant'Egidio abate. Venne eretto nel XV secolo come Hofkirche, Chiesa di Corte, per volere di Federico III d'Asburgo e venne elevato al rango di Cattedrale nel 1786 quando venne dotato dell'esuberante arredo barocco.
- Il Mausoleo, complesso manierista a cupole eretto per Ferdinando II d'Asburgo nel XVII secolo.
- Stadtpfarrkirche, la parrocchiale di Graz, edificio barocco con torre sulla facciata.
- Mariahilfkirche, la chiesa di Maria Ausiliatrice, bell'edificio barocco dalla scenografica facciata a torri gemelle e sontuoso arredo interno.

#### Altre attrazioni
- Murinsel, un'isola artificiale nel fiume Mur.
- Schlossbergbahn, la funicolare che consente di salire in cima allo Schlossberg senza fatica, con una magnifica vista sulla città e sul fiume Mur.

### All'esterno della città vecchia

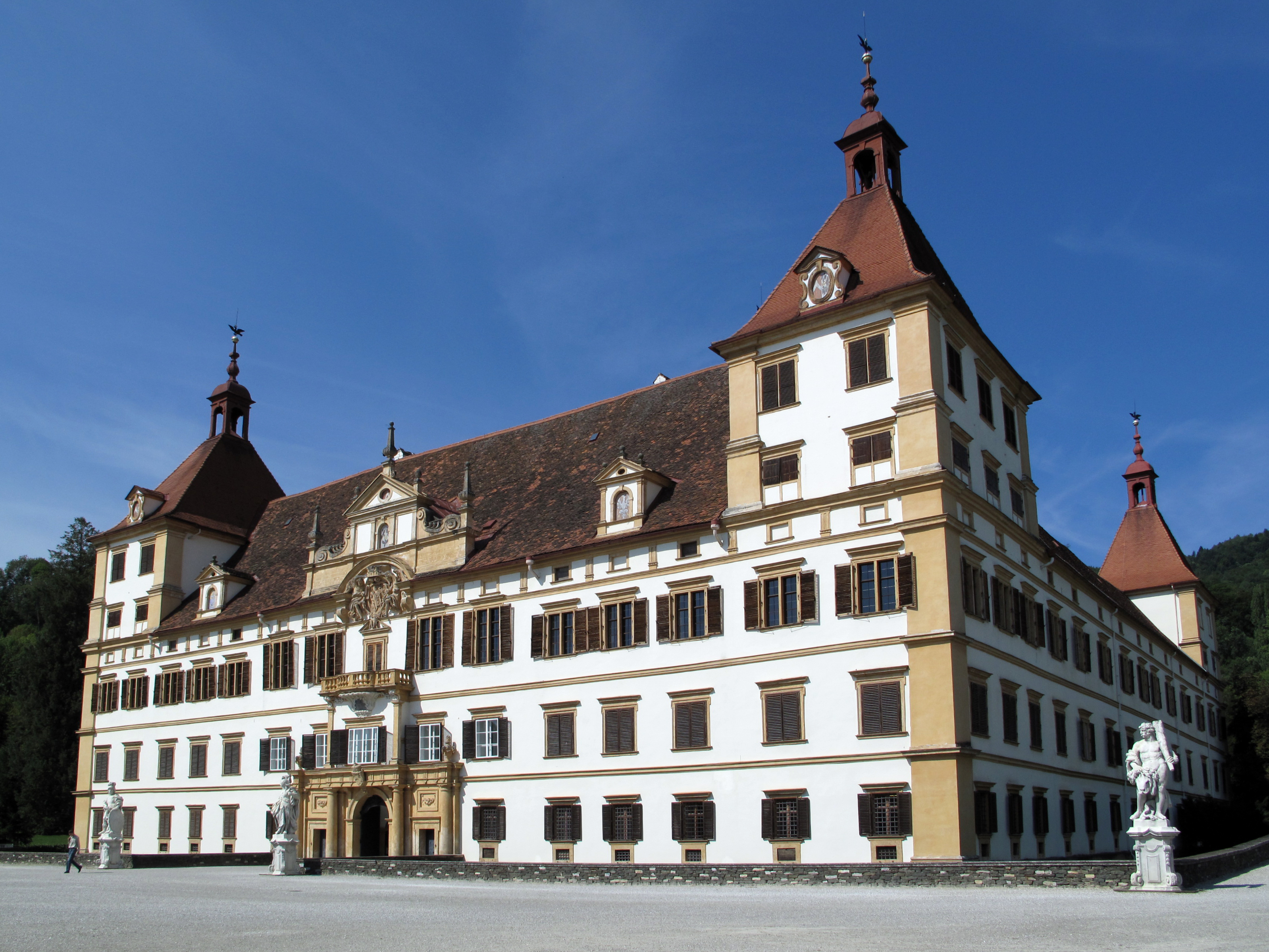
il Castello Eggenberg

- Schloß Eggenberg, un palazzo signorile di origine rinascimentale appartenente alla dinastia degli Eggenberg, situato ad ovest di Graz
- Basilica della Consolata (Mariatrost), un famoso santuario mariano e bell'esempio dell'architettura tardo-barocca, a est della città.
- Herz Jesu Kirche (Chiesa del Cuore di Gesù), la più grande chiesa di Graz con la terza più alta guglia d'Austria.
- La Collina del Calvario, con una Via Crucis del XVII secolo e una chiesa.

### Nei dintorni di Graz
- Österreichisches Freilichtmuseum Stübing, un museo all'aperto contenente vecchie fattorie austriache ricostruite come dovevano essere in origine.
- Lurgrotte, il più esteso sistema di grotte dell'Austria.
- Lipizzanergestüt Piber, allevamento dei famosi cavalli lipizzani.
- Steirische Weinstrasse, una regione vinicola a sud di Graz, conosciuta anche come la "Toscana della Stiria".
- Thermenregion, la regione termale a est di Graz.
- Riegersburg, una formidabile fortezza che non venne mai conquistata. Uno degli ultimi bastioni all'epoca dell'invasione turca.
- Österreichisches Luftfahrt-Museum, museo aeronautico con alcuni velivoli interessanti e rari.

## Società

### Evoluzione demografica
| Anno | Popolazione |
| ---- | ----------- |
| 1849 | 52.000      |
| 1880 | 97.800      |
| 1900 | 168.808     |
| 1910 | 193.790     |
| 1923 | 199.578     |
| 1934 | 210.845     |
| 1951 | 226.453     |
| 1961 | 237.080     |
| 1971 | 249.089     |
| 1981 | 243.166     |
| 1991 | 237.810     |
| 2001 | 226.244     |
| 2005 | 240.278     |

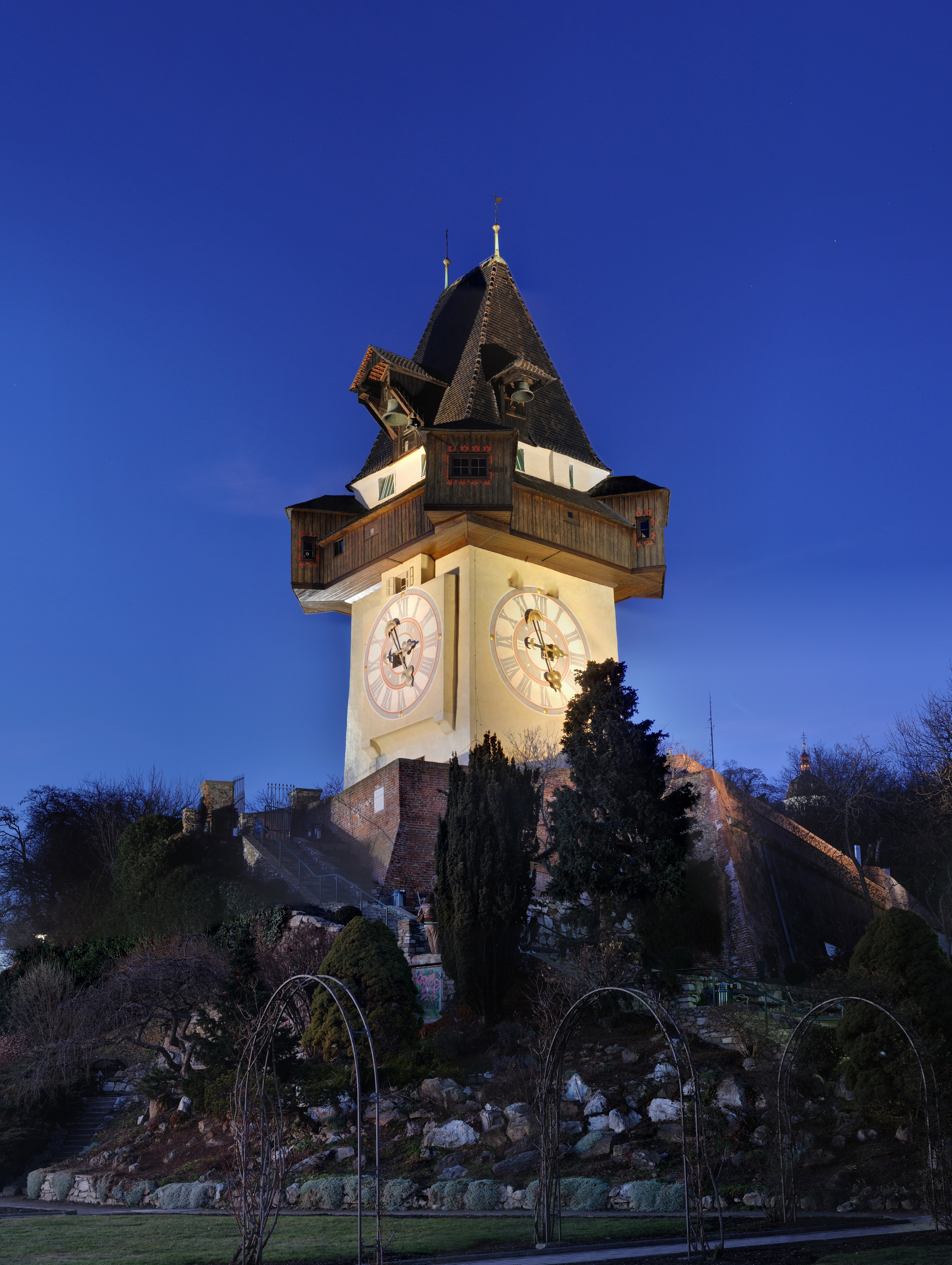
La torre dell'orologio nell'ora blu

I dati più recenti che si riferiscono alla popolazione non rendono l'idea degli abitanti effettivi, poiché vengono contati solo coloro con residenza primaria a Graz, cosa che lascia al di fuori delle statistiche tutti gli abitanti con residenza secondaria, come gli studenti. Nel 2006 avevano la residenza secondaria a Graz 37.324 persone (Graz: Stadtplanung und Stadtentwicklung, 2006).
La popolazione dell'area metropolitana ammonta a circa 320.000 abitanti.

## Cultura

### Musei
- Neue Galerie, il Museo Nuovo.
- Kunsthaus, il museo d'arte moderna.
- Alte Galerie at Landesmuseum Joanneum.
  - Dosso Dossi, Ercole e i pigmei, 1535 circa.
- Österreichisches Luftfahrt-Museum, museo aeronautico

### Media
In città ha sede la redazione del Kleine Zeitung, un importante quotidiano regionale fondato nel 1904.

### Teatri
- Schauspielhaus, il teatro più importante di Graz[1][2].
- Opernhaus, [l'opera di Graz], costruita nel 1899 nello stile neo-barocco e che da 1200 posti.[3]

### Biblioteche
- A Graz ha sede una biblioteca universitaria, la più grande biblioteca scientifica della Stiria. Fa parte della Karl-Franzens-Universität e comprende la Biblioteca centrale, la Biblioteca della Facoltà delle Scienze Giuridiche, Sociali ed Economiche, la Biblioteca della Facoltà Teologica, e varie biblioteche speciali degli istituti universitari.

### Festival
- Styriarte, è un festival estivo annuale di musica classica a Graz e in altri luoghi della Stiria, fondato nel 1985. È focalizzato sulla musica antica, la musica barocca e la musica del periodo classico. Destinato a mostrare il lavoro di Nikolaus Harnoncourt nella sua città natale, è cresciuto nei luoghi della regione ed è sopravvissuto alla sua morte

## Infrastrutture e trasporti
Per la mobilità urbana sono presenti nove linee di tram gestite dalla Holding Graz Linien.
Con un transito di oltre 40.000 persone al giorno la stazione ferroviaria di Graz (Graz Hauptbahnhof) è una delle più importanti dell'Austria.
La città è servita dall'Aeroporto di Graz.

## Sport
La principale squadra calcistica cittadina è lo Sturm Graz, militante nella Bundesliga austriaca. L'altra compagine è il Grazer AK.
Nell'hockey su ghiaccio la squadra principale è quella dei Graz 99ers, iscritti al campionato EBEL.
Nel football americano la città è rappresentata dai Graz Giants, 10 volte campioni nazionali e 3 volte vincitori della EFAF Cup.

## Amministrazione

### Gemellaggi
Graz è gemellata con le seguenti città:
- Coventry, dal 1948
- Montclair (New Jersey), dal 1950
- Groninga, dal 1965
- Darmstadt, dal 1968
- Trondheim, dal 1968
- Pola, dal 1972[5]
- Trieste, dal 1973
- Maribor, dal 1987
- Pécs, dal 1989
- Ragusa, dal 1994
- Banja Luka[6]
- San Pietroburgo
- Lubiana
- Timișoara